# Moggio Udinese
Moggio Udinese (in friulano Mueç, in tedesco Mosach, in sloveno Možac) è un comune italiano di 1 586 abitanti in Friuli-Venezia Giulia.

## Geografia fisica
Moggio Udinese sorge a 341 m s.l.m. alla confluenza del Canal del Ferro con la Val d'Aupa. Il paese, che si divide nei due nuclei di Moggio di Sotto (341 m) e Moggio di Sopra (381 m), è circondato dalle alte vette delle Alpi Giulie e delle Alpi Carniche: a sud domina il gruppo del Plauris (1 958 m), a ovest la piramide calcareo - dolomitica del monte Amariana (1.906 m), a nord si ergono imponenti la Creta Grauzaria (2.065 m) e il Zuc dal Bôr (2.195 m), mentre a est vi è il gruppo del Canin. Il comune conta poi diverse frazioni, alcune ormai disabitate; esse sono:
- Bevorchians 690 m
- Campiolo 290 m
- Dordolla 620 m
- Grauzaria 525 m
- Moggessa di qua 510 m
- Moggessa di là 530 m
- Monticello 840 m
- Ovedasso 420 m
- Pradis 477 m
- Chiaranda 422 m
- Stavoli 567 m

Bevorchians, o Bevorcjans in friulano, si trova in alta val d'Aupa ed è formata da circa 15 fra borghi, casali e agglomerati sparsi situati tra 630 e 970 m di altitudine. Da essa sono possibili innumerevoli escursioni.

## Storia

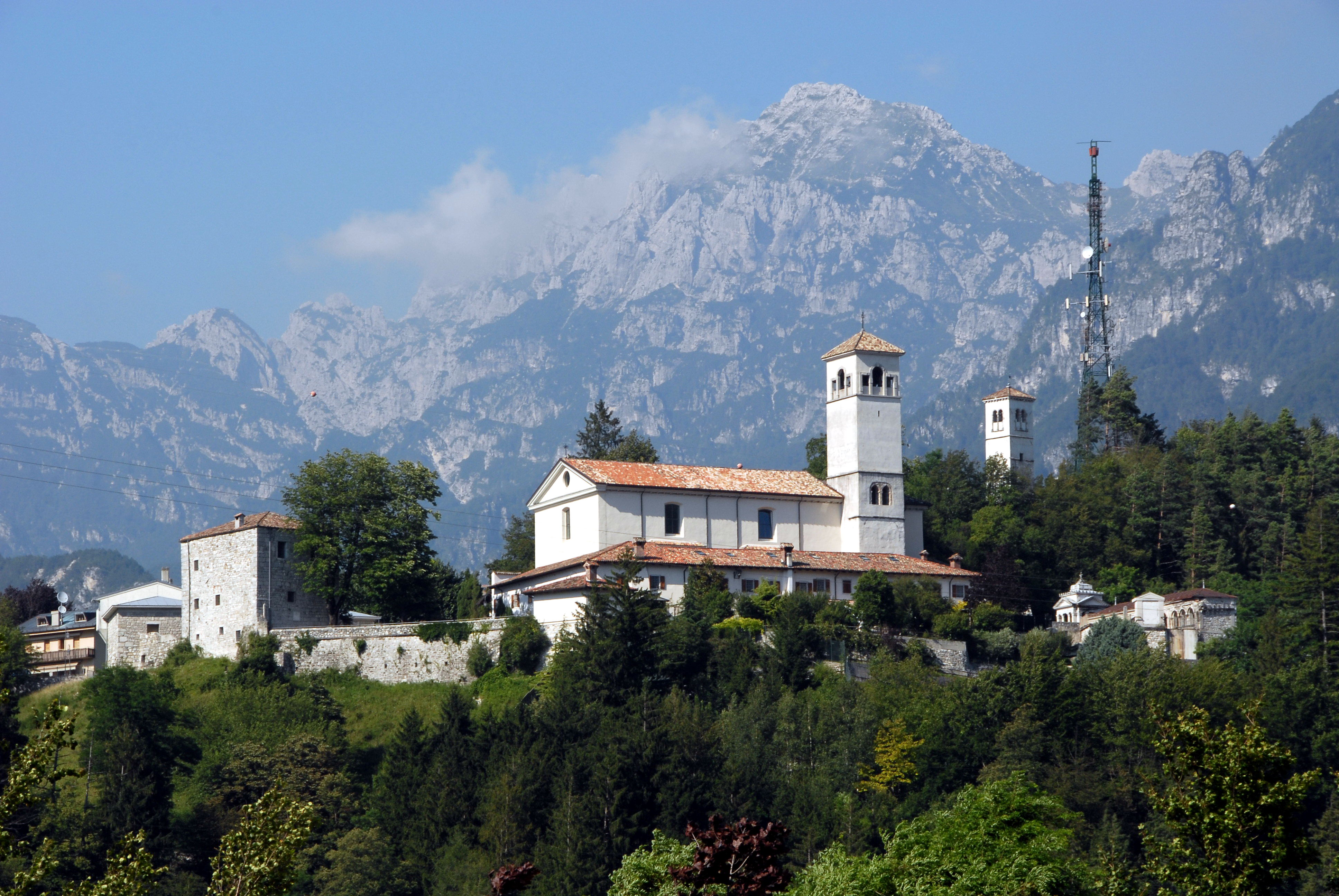
L'abbazia di San Gallo

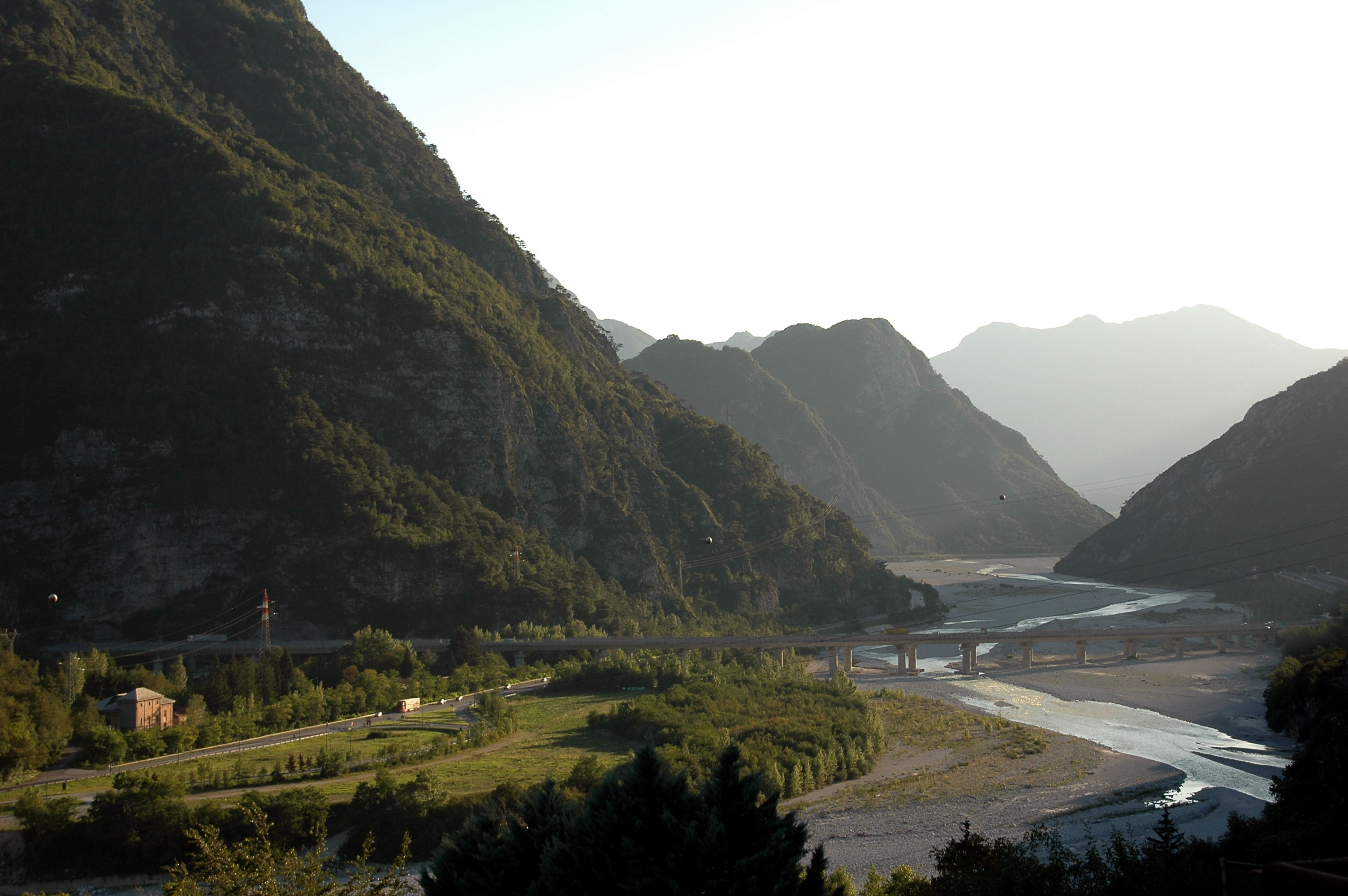
Il Canal del Ferro come si presenta a Moggio Udinese; il luogo è una delle location del film La ragazza del lago

Ritrovamenti archeologici e numismatici attestano l'esistenza di una vedetta o castelliere di epoca romana, che dal colle di Santo Spirito dominava buona parte della valle del Fella.
Nell'XI secolo il conte Cacellino, nobile carinziano, conte palatino e supremo maestro della corte imperiale, possedeva vasti territori in patria e in Friuli, fra cui il castello di Moggio. Disponendosi a partire per la Terra Santa nel 1070 o 1072 secondo la leggenda avrebbe lasciato i suoi beni al cugino Federico, patriarca di Aquileia, per edificare nel luogo del castello un monastero benedettino, che godesse delle rendite e dei possessi del castello. Il 9 giugno 1119 il patriarca Ulrico di Eppenstein fece consacrare il monastero di Moggio da Andrea Emona (vescovo di Cittanova d'Istria). Il monastero fu intitolato a San Gallo, come il celebre monastero in Svizzera del quale il patriarca era stato abate. Per accrescere il prestigio della nuova abbazia il patriarca le concesse vasti beni in Carinzia, in Friuli e in Carnia. Accordò inoltre la supremazia sui feudi delle pievi di Cavazzo, Dignano, Flaibano, Gorto, Osoppo, Venzone, San Martino in Feistritz, Dignano d'Istria e Portole d'Istria.
Dopo la bolla di Lucio III (1185) gli abati moggesi furono immediatamente soggetti solo alla Santa Sede. L'abbazia fu saccheggiata dai soldati germanici dell'imperatore Corrado IV. Ghiberto da Marano sul Panaro, contemporaneo e vicario generale del patriarca Bertrando di San Genesio, ne fu abate dal 1329 al 1349, anno in cui venne assassinato. Dall'abate dipendevano parrocchie o cure, sulle quali esercitava la propria giurisdizione per mezzo di pievani, curati o cappellani, secolari o regolari, nominati da lui; l'amministrazione avveniva per mezzo di camerari, che erano tenuti a presentarsi per la visita di omaggio ogni anno, nella solennità della consacrazione del monastero o in quella del santo patrono San Gallo (16 ottobre). Per la giurisdizione temporale, l'abate era feudatario del patriarca di Aquileia e aveva piena e intera giurisdizione con mero e misto impero compreso lo jus sanguinis e con molte altre prerogative, sopra l'intera valle del Fella e sulla villa di Baiuzzo in Friuli. Aveva diritto di voto nel parlamento del Friuli. I documenti di XIII e XIV secolo enumeravano 146 possessi fondiari.
Con il Quattrocento la giurisdizione e l'amministrazione dell'abbazia venne affidata dagli abati, divenuti commendatari, a loro vicari e procuratori. Nel 1420 passò nel territorio della Repubblica di Venezia. San Carlo Borromeo fu abate di Moggio dal 1561 al 1566. Con la morte del conte Felice Faustino Savorgnano (1773) la chiesa abbaziale venne convertita a semplice chiesa parrocchiale e la giurisdizione feudale posta all'incanto e acquistata per 44 000 ducati dai signori Mangilli e Leoni che assunsero il titolo di marchesi di San Gallo. Soltanto con il 1869 papa Pio IX restituì alla pieve di Moggio il titolo di chiesa abbaziale. Moggio passò nel 1815 con il Congresso di Vienna sotto il dominio dell'Austria. Con la terza guerra di indipendenza (1866) entrò a far parte del Regno d'Italia.
Tra il 1750 e il 1790, Moggio era stata la sede di uno dei tre opifici friulani di proprietà dell'imprenditore Jacopo Linussio (o dei suoi eredi): essi rappresentano uno degli esempi più chiari dell'esperienza della protoindustria, attività economica di passaggio tra le forme di produzione artigianali tardo medievali e le future forme di industrializzazione meccanizzata moderne.
Durante la prima guerra mondiale fu sede del comando militare del settore Val Fella e del distaccamento a Bevorchians. Nel 1917 il ponte di ferro sul Fella che univa Moggio alla strada statale venne fatto saltare dagli artificieri italiani in occasione della rotta di Caporetto. Nel 1976 il comune subì danni consistenti dal terremoto del Friuli.

### Simboli
Lo stemma comunale è stato riconosciuto con decreto del capo del governo del 14 aprile 1938.
Il gonfalone, concesso con decreto del presidente della Repubblica del 15 giugno 1972, è costituito da un drappo troncato di bianco e di azzurro.

## Monumenti e luoghi d'interesse
- Abbazia e chiesa di San Gallo (Moggio di Sopra), risalente al 1119. La chiesa parrocchiale di San Gallo fu ricostruita nel XVIII secolo.
- Chiesa della Santissima Trasfigurazione a Moggio di Sotto
- Palazzo delle Prigioni, antica torre medievale
- Parco naturale delle Prealpi Giulie
- Chiesa di San Floriano a Dordolla
- Chiesa di Sant'Antonio Abate ad Ovedasso
- La frazione di Dordolla
- La frazione di Bevorchians
- La frazione di Stavoli

## Società

### Evoluzione demografica
Abitanti censiti

### Lingue e dialetti
A Moggio Udinese, accanto alla lingua italiana, la popolazione utilizza la lingua friulana. Ai sensi della deliberazione n. 2680 del 3 agosto 2001 della Giunta della Regione autonoma Friuli-Venezia Giulia, il Comune è inserito nell'ambito territoriale di tutela della lingua friulana ai fini della applicazione della legge n. 482/99, della legge regionale n. 15/96 e della legge regionale n. 29/2007.
Parte della popolazione del paese conosce anche la lingua tedesca e la lingua slovena.

## Amministrazione
| Periodo | Periodo   | Primo cittadino   | Partito         | Carica  | Note |
| ------- | --------- | ----------------- | --------------- | ------- | ---- |
| 1990    | 1995      | Lorenzo Bucciol   | Lista civica    |         |      |
| 1995    | 1999      | Bruno Gardel      | Centro sinistra | Sindaco |      |
| 1999    | 2009      | Ezio De Toni      | Centro sinistra | Sindaco |      |
| 2009    | 2014      | Daniela Marcoccio | Lista civica    | Sindaco |      |
| 2014    | 2024      | Giorgio Filaferro | Lista civica    | Sindaco |      |
| 2024    | in carica | Martina Gallizia  | Lista civica    | Sindaco |      |

### Gemellaggi
- Moggio[senza fonte]

## Infrastrutture e trasporti

### Ferrovie
Dal 1877 al 1992 Moggio Udinese era attraversata dalla ferrovia Udine-Tarvisio, dove era presente la stazione di Moggio. Fu dismessa nel 1992 a seguito del raddoppio della linea. Il tracciato è oggi percorso dalla Ciclovia Alpe Adria, mentre il fabbricato viaggiatori è adibito ad altri usi.

## Galleria d'immagini

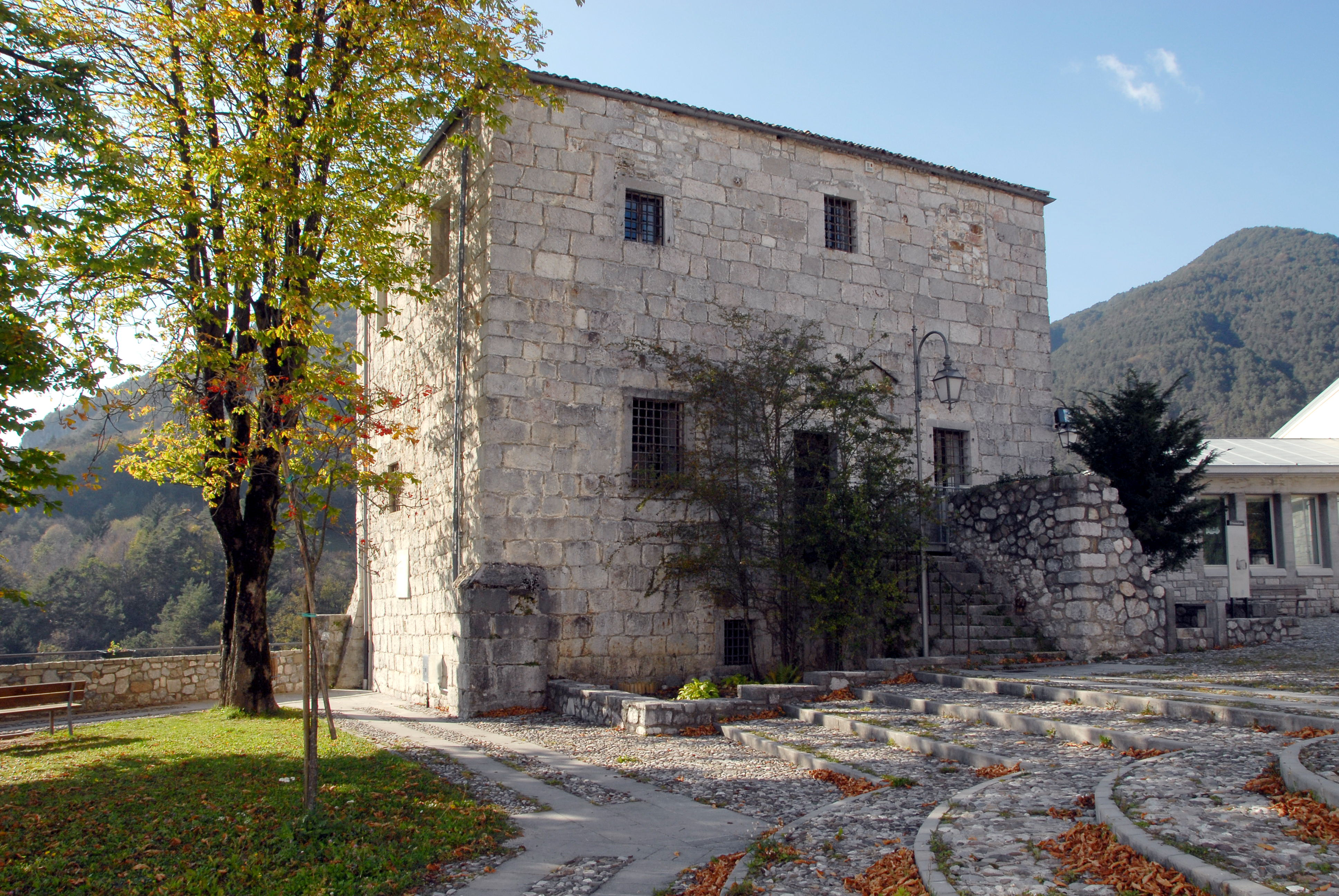
Torre medioevale
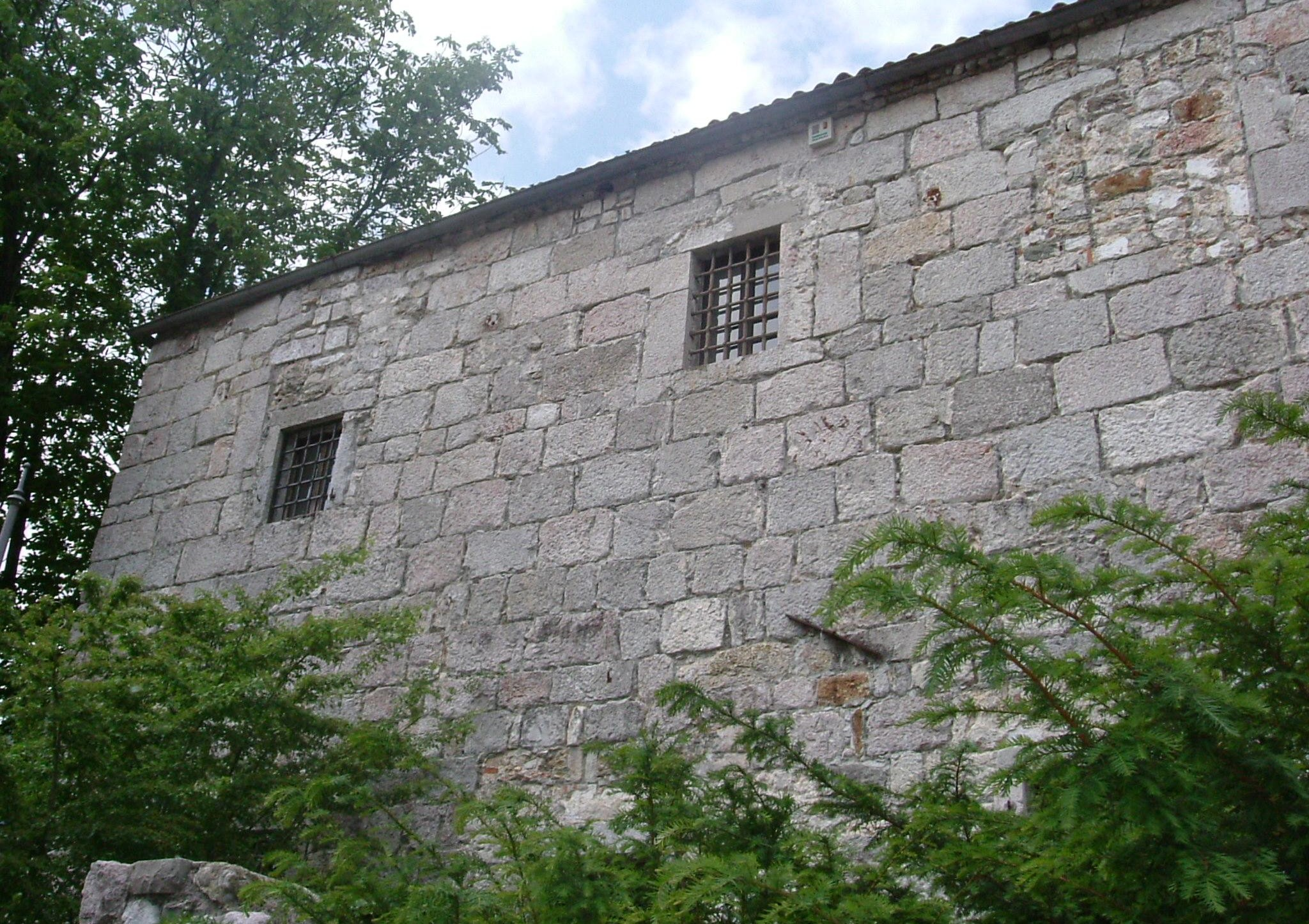
Torre medioevale
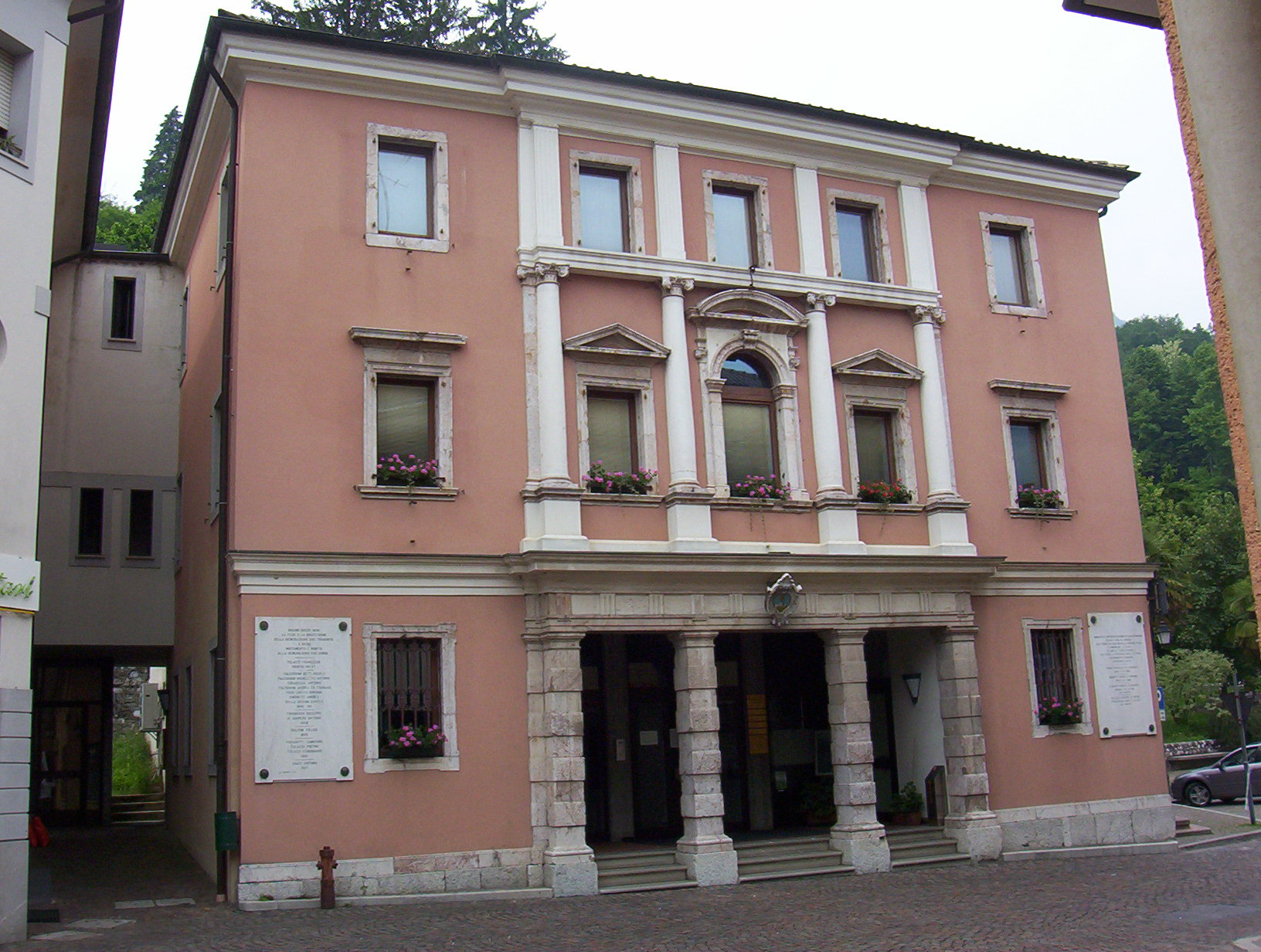
Il municipio di Moggio
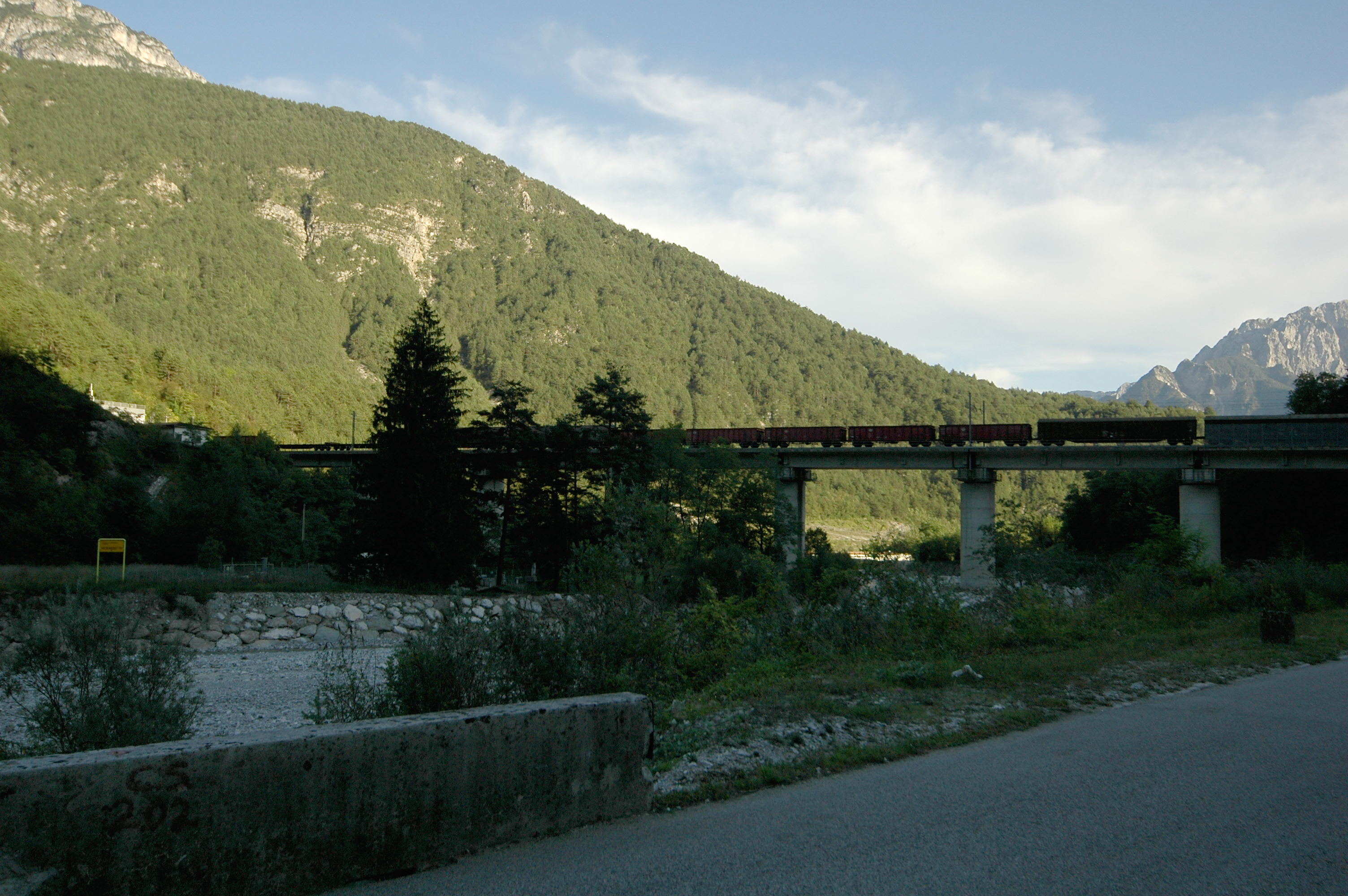
La linea ferroviaria sopra il torrente Aupa
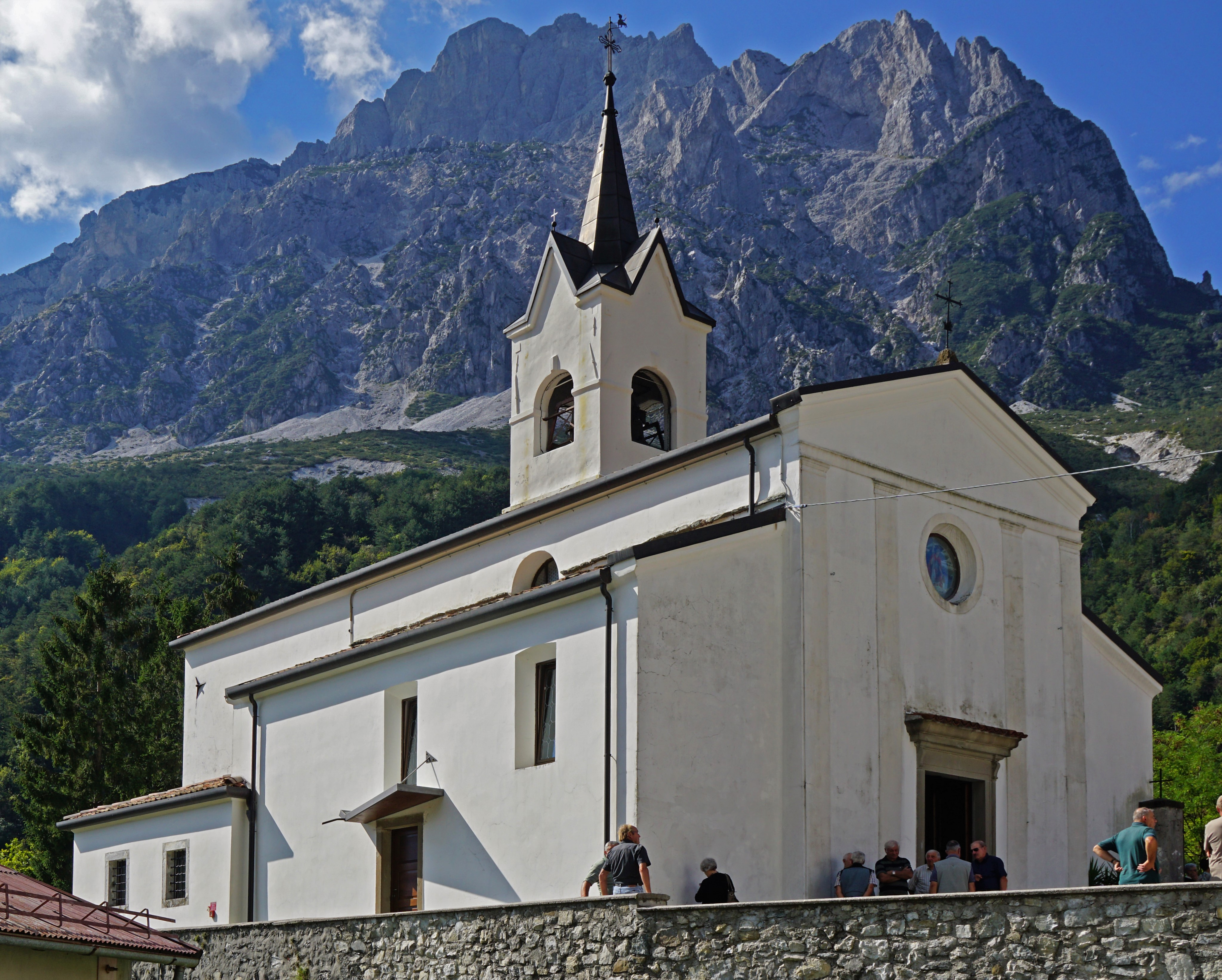
Chiesa di San Floriano, Dordolla